# Jukka Hildén
Jukka Henry Mikael Hildén (Helsinki, 3 agosto 1980) è uno stuntman e personaggio televisivo finlandese. Fa parte del noto gruppo di stuntman The Dudesons.
I suoi soprannomi sono: "Hullu" Jukka (Jukka pazzo), Showman e The Ringleader, mentre il suo motto è "Live hard, live your dream!" .

## Carriera

### The Dudesons
Jukka Hilden è co-creatore e leader del gruppo di stuntmen finlandesi The Dudesons, con cui dal 2001 ha registrato numerose serie e programmi televisivi, sia in lingua finlandese che inglese.

### Partecipazioni ai rally
Insieme agli altri Dudesons, ha partecipato nel maggio 2011 al rally Gumball 3000, vincendo l'ambito Spirit of The Gumball Trophy.
Il 10 maggio 2012 i Dudesons hanno annunciato di avere l'intenzione di partecipare all'edizione 2012 del Gumball 3000, con partenza a New York e arrivo il 31 maggio 2012 a Los Angeles, guidando una Nissan Navara ribattezzata "The Dudesons Lifeguard".

Dall'8 al 15 luglio 2011, Jukka ha preso parte al Bullrun Rally USA 2011, con partenza a Las Vegas e arrivo a Miami, in compagnia di Hannu-Pekka Parviainen, vincendo il Bullrun Order of Merit Award .
Il 4 novembre 2011, Jukka partecipato, con Jarno Leppälä alla maratona televisiva del Nenäpäivä, aiutando a raccogliere oltre 2 milioni di euro di fondi da destinare in beneficenza.

Nel marzo 2012, ha partecipato, guidando una Nissan Juke al rally di beneficenza Nissan Rumble. Allo stesso rally hanno partecipato celebrità scandinave come Patrik Sjöberg, la cantante Mariann Thomassen e il comico Uffe Holm.

### Altre apparizioni
Jukka Hildén ha ricoperto anche ruoli marginali in due film diretti da Margera (Minghags e Bam Margera Presents: Where the Fuck is Santa?) e ha fatto la sua apparizione nella seconda stagione del programma di MTV Nitro Circus.

Il 15 ottobre 2010, ha partecipato negli Stati Uniti al weekend di festeggiamenti per la presentazione ufficiale del film Jackass 3D.

Il 7 novembre 2010, Hildén ha presentato assieme agli altri The Dudesons gli MTV Europe Music Awards a Madrid (Spagna) per conto di MTV2.

Il 16 gennaio 2011, hanno ricevuto il premio come miglior trasmissione televisiva dell'anno ai Venla Awards, equivalente finlandese degli Emmy Awards. Durante la premiazione, Jukka Hilden è salito sul palco senza pantaloni, suscitando stupore e scandalo tra gli spettatori.

## Vita privata
Hildén era sposato con Outi Haapasalmi nel 2010 ma hanno divorziato nel febbraio 2018. La coppia ha due figli insieme. Ha iniziato a frequentare Chachi Gonzales nel 2018 e si sono fidanzati nell'agosto di quell'anno. Si sono sposati in Lapponia il 28 settembre 2019.La coppia ha avuto la sua prima figlia insieme, nata il 25 novembre 2019.

## Filmografia

### Serie televisive
- Maailmankiertue (in finlandese, 2001–2003)
- Törkytorstai (in finlandese, 2003–2004)
- Duudsoni Elämää (in finlandese, 2004)
- The Dudesons (2006–)
- The Dudesons movie (2006)
- Operaatio Maa (in finlandese, 2008)
- Piilokamerapäälliköt (in finlandese, 2008)
- Bam Margera Presents: Where the ♯$&% Is Santa? (2008)
- Minghags (2009)
- Teräspallit (in finlandese, 2010)
- The Dudesons in America (2010)
- Jackass 3D (2010)
- Duudsonit tuli taloon (2012-)

### Cinema
- Ice Age 2 (voce nella versione finlandese, 2006)
- Ice Age 3 (voce nella versione finlandese, 2009)
- Up (voce nella versione finlandese, 2009)
- Hercules - La leggenda ha inizio (The Legend of Hercules), regia di Renny Harlin (2014)